# Josephine Johnson
Josephine Winslow Johnson (20 de junio de 1910 – 27 de febrero de 1990) fue una novelista, poeta y ensayista estadounidense. Ganó el Premio Pulitzer en la categoría de Ficción en 1935 a los 24 años de edad por su primera novela, Ahora en Noviembre. Poco tiempo después, publicó Huerto de invierno, una colección de historias breves que habían aparecido previamente en Atlantic Monthly, Vanity Fair, The St. Louis Review, y Hound & Horn. De estas historias, "Oscuro", ganó un O. Henry Award en 1934, y "John el Sexto" ganó el tercer puesto en los premios O. Henry Award al año siguiente.  Johnson continuó escribiendo historias breves y ganó tres premios O. Henry más: por "Alexander al Parque" (1942), "La Paloma de Cristal" (1943), y "Vuelo Nocturno" (1944).
Johnson nació el 20 de junio de 1910, en Kirkwood, Misuri.  Asistió a la Washington University in St. Louis de 1926 a 1931, pero no se graduó. Escribió su primera novela, Ahora en Noviembre, mientras vivía en el ático de su madre en Webster Groves, Misuri. Permaneció en su granja en Webster Groves y completó Huerto de Invierno en 1935. Publicó cuatro libros más antes de casarse con Grant G, Cannon, redactor jefe del Farm Quarterly, en 1942. La pareja se mudó a Iowa City, donde ella enseñó en la University of Iowa los siguientes tres años. Se mudaron a Hamilton County, Ohio en 1947, donde ella publicó Madera Salvaje. 
Johnson tuvo tres hijos: Terence, Ann, y Carol. Los Cannon continuaron mudándose más allá del avance de la expansión urbana de Cincinnati, instalándose finalmente en la superficie boscosa de Clermont County, Ohio, que es la localización de La Isla Interior. En 1955, Washington University le premió como doctor honoris causa en el grado de Letras de la Humanidad. Publicó cuatro libros más antes su muerte por neumonía el 27 de febrero de 1990 en Batavia, Ohio, a los 79 años.

## Obras
- Ahora en Noviembre (novela, 1934), por la cual ganó el Premio Pulitzer
- Huerto de Invierno y Otas Historias (historias breves, 1936)
- Jordanstown (novela, 1937)
- Fin de Año (poesía, 1939)
- Paulina Pot (libro infantil, 1939)
- Madera Salvaje (novela, 1947)
- El Viajero Oscuro  (novela, 1963)
- The Sorcerer's Son and Other Stories (historias breves, 1965)
- La Isla Interior (ensayos, 1969), con ilustraciones de Mel Klapholz (republicado en 1996 con ilustraciones de Annie Cannon, hija de la autora)
- Siete Casas: Una Memoria de Tiempo y Lugares (memoria, 1973)
- El Círculo de las Estaciones con Dennis Stock (1974)